# Ballad of a Bystander
Ballad of a Bystander (englisch Ballade eines Beobachters) ist das dritte Studioalbum der britischen Indie-Rock-Band The Reytons. Das Album erschien am 26. Januar 2024 im Selbstverlag.

## Entstehung
Nach der Veröffentlichung des Vorgängeralbums What’s Rock and Roll? am 20. Januar 2023 spielte die Band zahlreiche Konzerte und Festivals, unter anderem beim Isle of Wight Festival. Zwischendurch schrieb die Band neue Lieder für ein weiteres Studioalbum. Ballad of a Bystander wurde wie die beiden Vorgängeralben von David Watts produziert und gemischt, während Dick Beetham das Mastering übernahm. Das eröffnende Lied Adrenaline hatte die Band bereits vor Jahren geschrieben, haben es aber erst für das neue Album verwendet. Für die Lieder Let Me Breathe, Market Street und Nineteen Crimes wurden Musikvideos veröffentlicht.
Das Albumcover zeigt eine Frau aus einer gehobeneren sozialen Schicht von hinten, die sich in einem Museum das Bild einer Frau aus einer unteren sozialen Schicht zeigt, die mitten auf einer Straße einer ärmeren Gegend steht. Beide Frauen schauen sich dabei an. Erneut wurde das Album von der Band selbst veröffentlicht. Die Band hatte jedoch kurz nach der Veröffentlichung des Albums What’s Rock and Roll? einen Vertrag mit dem Verlag Peermusic UK in einem Joint Venture mit Max Music Publishing unterzeichnet.

## Titelliste
1. Adrenaline – 3:00
2. World’s Greatest Actor – 3:11
3. Market Street – 3:17
4. Let Me Breathe – 3:36
5. Not Today Mate – 2:41
6. Minus One – 3:35
7. Seven in Search of Ten – 3:38
8. Listen – 3:02
9. What She Won’t Do – 2:42
10. Nineteen Crimes – 3:14
11. 2006 – 3:01
12. Knees Up – 2:48

## Rezeption

### Rezensionen
Matt Jefferson vom Onlinemagazin RGM beschrieb das Album als „zwölf dreiminütige, direkte Knallkörper“, auf denen sich „keine Füller“ befinden. Dass die drei vorab ausgekoppelten Singles nicht über dem Rest der Lieder stehen, bezeichnete Jefferson als „Stärke des Albums“. Das britische Magazin Medium schrieb, dass das Album „so passiv wäre, wie der Titel es andeutet“, und es fehlt an selbstbeobachtendem Songwriting. Die Musik der Reytons wäre „so oberflächlich und leicht verdaulich wie bisher“.

### Chartplatzierungen
| ChartsChartplatzierungen     | Höchstplatzierung | Wochen |
| ---------------------------- | ----------------- | ------ |
| Vereinigtes Königreich (OCC) | 2 (1 Wo.)         | 1      |

Die Band verkaufte in der ersten Woche 17.262 Einheiten des Albums, womit Ballad of the Bystander das physisch meistverkaufte Album der Woche war (exklusive Streams und Downloads). Laut der Band flossen 2.200 Einheiten davon nicht in die Chartermittlung ein. Diese waren von der Official Charts Company aufgrund eines Regelbruchs nicht gewertet worden. Neben der Platzierung in den offiziellen Charts erreichte das Album Platz eins der Official Record Store Charts, die Verkäufe in unabhängigen Plattenläden berücksichtigt, und Platz zwei der Vinylcharts.